# SV Preußen Mielau
Der SV Preußen Mielau war ein deutscher Sportverein aus der polnischen Stadt Mława.

## Geschichte
Der 1940 gegründete SV Preußen Mława erhielt 1941, wie auch die Stadt selbst, den Namen Mielau. Dem Umstand vorausgegangen war die vom 1. bis 3. September 1939 ausgetragene Schlacht von Mława zwischen deutschen und polnischen Truppen während des Überfalls auf Polen und die in der Folge daraus resultierende völkerrechtswidrige deutsche Besetzung.
Der SV Preußen Mława nahm an den Aufstiegsspielen zur Gauliga Ostpreußen, der seinerzeit höchsten deutschen Spielklasse, teil und stieg in diese 1940 auf, nachdem der SV Viktoria Allenstein mit 4:0 bezwungen werden konnte. In der Saison 1940/41 verpasste der Verein knapp die Gaumeisterschaft und musste sich nur dem VfB Königsberg geschlagen geben. Auch 1941/42 wurde der SV Preußen Mielau erneut Zweiter hinter dem Vorjahresmeister. 1942/43 zog sich der Verein bereits nach zwei Spieltagen aus unbekannten Gründen vom Spielbetrieb zurück und hörte 1944 auf zu existieren. Nach dem Ende des Zweiten Weltkrieges erhielt die Stadt wieder den polnischen Namen Mława.

## Erfolge
- Zweiter der Gaumeisterschaft 1941, 1942